# Financial Services Technology Consortium
Financial Services Technology Consortium (FSTC) – amerykańska organizacja non-profit, której członkami są banki, agencje rządowe, uniwersytety i firmy zajmujące się zaawansowanymi technikami, zainteresowane rozwojem handlu elektronicznego. Zespół Electronic Check Project opracował w ramach konsorcjum Signed Document Markup Language (SDML) i Bank Internet Payment System (BIPS).